# Syneches luzonicus
Syneches luzonicus är en tvåvingeart som beskrevs av Frey 1938. Syneches luzonicus ingår i släktet Syneches och familjen puckeldansflugor. Inga underarter finns listade i Catalogue of Life.